# Martin Klebba
Martin Klebba (født 23. juni 1969 i Troy, Michigan, USA) er en amerikansk skuespiller og stuntmand som har medvirket i flere film. For det meste har han haft roller uden replikker. Klebba var dværg og 1,17 cm høj.